# تپه مزراستان
تپه مزراستان مربوط به سده‌های میانه دوران‌های تاریخی پس از اسلام است و در شهرستان اراک، بخش مرکزی، دهستان مشهد میقان، روستای ایبک آباد واقع شده و این اثر در تاریخ ۱۸ اسفند ۱۳۸۷ با شمارهٔ ثبت ۲۵۰۱۴ به‌عنوان یکی از آثار ملی ایران به ثبت رسیده است.